# Mittleres Einkommen
Das mittlere Einkommen oder Medianeinkommen in einer Gesellschaft oder Gruppe bezeichnet die Einkommenshöhe, von der aus die Anzahl der Haushalte (bzw. Personen) mit niedrigeren Einkommen gleich groß ist wie die der Haushalte mit höheren Einkommen. Damit definiert der Median das mittlere Einkommen.
Dabei ist zu beachten, dass ein Einkommen sowohl das einer Einzelperson, als auch das mehrerer Personen eines Haushalts sein kann (Haushaltseinkommen). Eine Einzelperson ist ein Haushalt der Größe 1. Jedes Einkommen versorgt einen Haushalt mindestens der Größe 1.
Das mittlere Einkommen ist das Einkommen, das sich genau in der Mitte der betrachteten und nach Größe sortierten Einkommen befindet. Beispielsweise wäre das zweithöchste das mittlere Einkommen von drei betrachteten Einkommen, bei 101 Einkommen das an 51. Stelle. Das Durchschnittseinkommen als arithmetisches Mittel aller Einkommen (auch: durchschnittliches Haushaltseinkommen) ist in der Regel höher, da die Unterschiede vom mittleren Einkommen zu den höheren und höchsten Einkommen oft um ein Vielfaches größer sind als die Unterschiede zu den niedrigeren Einkommen und einige wenige Haushalte sehr hohe Einkommen beziehen, also die Einkommensverteilung primär Ausreißer nach oben kennt. Das Pro-Kopf-Einkommen als arithmetisches Mittel aller Einkommen bezogen auf die Bevölkerungszahl ist niedriger, weil ein Einkommen im Schnitt mehr als eine Person versorgt.
Das mittlere Einkommen ist vom mittleren Vermögen zu unterscheiden.

## Internationaler Vergleich
des Medians des verfügbaren Jahreseinkommens der Haushalte in 34 Staaten auf Dollarbasis, Stand 2021
| Rang (2010) | Rang (2021) | Staat                  | 2010   | 2021   |
| ----------- | ----------- | ---------------------- | ------ | ------ |
| 1           | 1           | Luxemburg              | 36.399 | 49.748 |
| 2           | 3           | Norwegen               | 32.405 | 41.621 |
| 3           | 4           | Schweiz                | 31.294 | 39.698 |
| 4           | 2           | Vereinigte Staaten     | 29.056 | 46.625 |
| 5           | 5           | Kanada                 | 27.721 | 39.388 |
| 6           | 6           | Österreich             | 27.612 | 37.715 |
| 7           | 9           | Australien             | 27.015 | 36.835 |
| 8           | 12          | Dänemark               | 26.079 | 34.061 |
| 9           | 10          | Niederlande            | 24.938 | 35.891 |
| 10          | 7           | Belgien                | 24.362 | 37.110 |
| 11          | 13          | Schweden               | 24.278 | 33.472 |
| 12          | 11          | Deutschland            | 24.152 | 35.537 |
| 13          | 17          | Finnland               | 23.711 | 30.727 |
| 14          | 16          | Irland                 | 23.459 | 31.392 |
| 15          | 18          | Frankreich             | 23.289 | 30.622 |
| 16          | 8           | Island                 | 23.245 | 36.853 |
| 17          | 21          | Vereinigtes Königreich | 23.182 | 26.884 |
| 18          | 14          | Neuseeland             | 21.937 | 32.158 |
| 19          | 15          | Südkorea               | 21.120 | 31.882 |
| 20          | 20          | Italien                | 21.104 | 27.949 |
| 21          | 27          | Japan                  | 20.134 | 21.282 |
| 22          | 19          | Slowenien              | 19.159 | 28.698 |
| 23          | 22          | Spanien                | 17.706 | 26.630 |
| 24          | 26          | Israel                 | 15.617 | 21.366 |
| 25          | 29          | Griechenland           | 15.322 | 16.774 |
| 26          | 25          | Tschechien             | 13.608 | 23.802 |
| 27          | 28          | Portugal               | 13.092 | 19.147 |
| 28          | 30          | Slowakei               | 12.696 | 16.410 |
| 29          | 24          | Polen                  | 11.782 | 24.264 |
| 30          | 23          | Estland                | 9.987  | 26.075 |
| 31          | 31          | Ungarn                 | 9.328  | 15.361 |
| 32          | 33          | Chile                  | 8.318  | 10.101 |
| 33          | 32          | Türkei                 | 7.091  | 15.361 |
| 34          | 35          | Mexiko                 | 4.456  | 6.090  |
| —           | —           | Durchschnitt OECD      | 20.431 | 27.897 |

## Situation in Deutschland
Der Median des Nettoäquivalenzeinkommens lag 2024 bei 2.296 Euro. Das durchschnittliche Nettoäquivalenzeinkommen lag bei 2.662 Euro.
Der Unterschied zum (arithmetischen) Nettoeinkommen ist, dass nicht jedes Haushaltsmitglied gleich gewichtet wird. Bei der Berechnung des Nettoäquivalenzeinkommens würde ein Paar ohne Kinder zum Beispiel nur mit einem Faktor von 160 % statt 200 % gewichtet – die zweite Person benötigt bei dieser Berechnung nur 60 % des Einkommens der ersten Person. Dadurch ist der Median des Äquivalenzeinkommens immer höher.
Das Nettoäquivalenzeinkommen hat sich in den letzten Jahren nach Angaben des Statistischen Bundesamts (Quelle: EU-SILC/Mikrozensus-Unterstichprobe zu Einkommen und Lebensbedingungen) wie folgt entwickelt: 
- im Jahr 2020 2.167 Euro/Monat,
- im Jahr 2021 2.079 Euro/Monat,
- im Jahr 2022 2.077 Euro/Monat,
- im Jahr 2023 2.190 Euro/Monat.

### Mittlerer Stundenlohn
Der Reallohn für die einkommensschwächsten 10 % betrug 2010 höchstens 5,03 € (nach Preisen von 2005), für die einkommensstärksten 10 % mindestens 27,77 €. (Die Zahlen berücksichtigen keine Auszubildenden oder Personen in arbeitsmarktpolitischen Beschäftigungsmaßnahmen.) Der Median der Reallöhne im Jahr 2010 betrug (kaufkraftbereinigt in Preisen von 2005) 12,84 €. Das ist gegenüber der Vergleichszahl aus dem Jahr 2000 kaufkraftbereinigt ein Rückgang von 2,3 %, gegenüber 2005 sogar ein Rückgang von 4,9 %. Kaufkraftbereinigt sind in Deutschland die Stundenlöhne zwischen 2000 und 2010 deutlich gesunken. Insbesondere die der unteren 30 %, nämlich um 10,6 %. Nur die Reallöhne der einkommensstärksten 10 % sind gestiegen.
| Gruppe                   | 2000  | 2005  | 2010  | Veränderung in % 2000–2010 | Veränderung in % 2000–2005 | Veränderung in % 2005–2010 |
| ------------------------ | ----- | ----- | ----- | -------------------------- | -------------------------- | -------------------------- |
| unterste 10 %            | 5,63  | 5,16  | 5,03  | - 10,6                     | -8,3                       | -2,5                       |
| zweite 10 %              | 8,21  | 7,74  | 7,34  | -10,6                      | -5,7                       | -5,2                       |
| dritte 10 %              | 9,85  | 9,52  | 8,80  | -10,6                      | -3,3                       | -7,6                       |
| vierte 10 %              | 11,25 | 11,24 | 10,56 | -6,1                       | -0,1                       | -6,1                       |
| fünfte 10 %              | 12,57 | 12,78 | 12,08 | -3,9                       | +1,6                       | -6,1                       |
| sechste 10 %             | 13,92 | 14,29 | 13,62 | -2,1                       | +2,6                       | -4,6                       |
| siebte 10 %              | 15,43 | 15,87 | 15,26 | -1,1                       | +2,9                       | -3,9                       |
| achte 10 %               | 17,40 | 17,86 | 17,33 | -0,4                       | +2,6                       | -3,0                       |
| neunte 10 %              | 20,24 | 20,82 | 20,54 | +1,5                       | +2,9                       | -1,4                       |
| oberste 10 %             | 27,29 | 27,58 | 27,77 | +1,8                       | +1,1                       | +0,7                       |
| mittlerer Lohn insgesamt | 13,14 | 13,50 | 12,84 | -2,3                       | 2,8                        | -4,9                       |